# Луковське водосховище
Луковське водосховище (біл. Лукаўскае вадасховішча) — водосховище, розташоване в Малоритському районі Берестейської області Білорусі за 16 км на північний схід від міста Малорита. Знаходиться на місці колишнього Луковського озера.
Зведене в 1980 році в цілях зрошення сільгоспугідь і рибництва, огороженно дамбою довжиною 9,5 км. Близько половини площі дна вистелено сапропеллю.
Коливання рівня води протягом року становлять 3,1 м.
Входить до складу заказника Лукове.